# 海瀬村
海瀬村（かいせむら）は長野県南佐久郡にあった村。現在の佐久穂町大字海瀬・余地にあたる。

## 地理
- 山：板石山
- 河川：千曲川、余地川、抜井川

## 歴史
- 1889年（明治22年）4月1日 - 町村制の施行により、海瀬村・余地村の区域をもって発足。
- 1955年（昭和30年）2月1日 - 栄村と合併して佐久町が発足。同日海瀬村廃止。

## 交通

### 鉄道路線
- 日本国有鉄道
  - 小海線
    - 海瀬駅